# Massive Assault
Massive Assault is een Nederlandse metalband opgericht in 2003 met (ex)leden van God Dethroned en Absorbed. 
Tekstueel richt Massive Assault zich voornamelijk op strijd, zoals (persoonlijke) conflicten en oorlogs-gerelateerde thema's.

## Discografie

### Albums
- Mortar (uitgebracht op lp in 2017 door Massive Assault met een bijdrage van het Nederlandse record label Crashlanding Records. Uitgebracht op cd door het Duitse record label FDA Records in 2018)
- Death Strike (uitgebracht op cd door FDA Records - 2012)
- Dystopian Prophecies (uitgebracht op lp en cd door Massive Assault en Crashlanding Records - 2009)

### Demo's en ep's
- Slayer (uitgebracht op cd door het Nederlandse record label Herrie Records - 2011)
- Conflict (uitgebracht op cd door het Nederlandse record label Crashlanding Records - 2006)
- 2e demo (eigen beheer 2005)
- 1e demo (eigen beheer 2003)

### 7 inch single
- Unholy Trinity Madness (uitgebracht op 7 inch vinyl single door Massive Assault met een bijdrage van het Nederlandse record label Crashlanding Records - 2019)
- Split 7" met Entrapment (uitgebracht op 7 inch vinyl single door het Nederlandse record label Wolfsbane Records - 2014)

### Overig
- World Underground United volume-2 (Duitse metalverzamel-cd - 2009)
- Mystical Music - and the split continues Part-2 (Duitse metalverzamel-cd - 2008)
- Grind Here Right Now (Duitse metalverzamel-cd - 2015)